# Le Maître de Don Juan
Pour plus de détails, voir Fiche technique et Distribution.
Le Maître de Don Juan (Il maestro di Don Giovanni) est un film italo-américain réalisé par Milton Krims, sorti en 1954.

## Synopsis
Dans l'Italie du XVIe siècle, profondément déchirée par les guerres civiles, Raniero et Renzo, respectivement le fils du duc de Sidona et de son mentor, rentrent chez eux après un long voyage. Entre-temps, le ministre Pavoncello, soucieux d'évincer le duc, propose de publier un édit obligeant les hommes majeurs non mariés à se marier. L'approbation de la loi oblige donc Renzo et Raniero à quitter le comté. Mais les deux, ayant appris le plan expansionniste de Pavoncello, décident de rentrer chez eux. À la suite de diverses sarabandes, le ministre est tué par Renzo qui, au lieu de fuir à l'arrivée du crieur public, demande au duc la main de sa fille Francesca. Cela ouvre un nouveau chapitre dans l'histoire du Duché de Sidona.

## Fiche technique
- Titre : Le Maître de Don Juan
- Titre original : Il maestro di Don Giovanni
- Réalisation : Milton Krims, assisté de Bernard Vorhaus
- Scénario : Milton Krims
- Production : John Bash, Barry Mahon, Vittorio Vassarotti et Errol Flynn
- Musique : Alessandro Cicognini et Gino Marinuzzi Jr.
- Photographie : Jack Cardiff
- Costumes : Nino Novarese
- Montage : David Hawkins et Maria Rosada
- Pays d'origine : Italie - États-Unis
- Format : Couleurs - Mono
- Genre : Film d'aventure
- Durée : 86 minutes
- Dates de sortie : 
  - États-Unis : 28 juillet 1954
  - Italie : 17 septembre 1954
  - France : 15 octobre 1954 (Paris)

Les extérieurs ont été tournés dans le château et le village de Lauro di Nolla (Avellino) en Italie.[réf. nécessaire]

## Distribution
- Errol Flynn : Renzo
- Gina Lollobrigida : Francesca
- Nadia Gray : Fulvia
- Cesare Danova : Raniero
- Roldano Lupi : Pavoncello
- Irene Cefaro